# Loxostege epichrysa
Loxostege epichrysa là một loài bướm đêm trong họ Crambidae.